# Hoàng Kiện
Hoàng Kiện (1921–2000) là một tướng lĩnh của Quân đội nhân dân Việt Nam, hàm Thiếu tướng. Ông từng là chỉ huy trưởng của đơn vị phòng không cấp sư đoàn đầu tiên của Quân đội nhân dân Việt Nam: Đại đoàn pháo cao xạ hỗn hợp 367, nay là Sư đoàn Phòng không 367.

## Thân thế
Tên đúng của ông là Hoàng Văn Kiện, người xã Đông Sơn, huyện Đô Lương, tỉnh Nghệ An. Ngày sinh của ông không được xác định rõ, vào khoảng tháng 3 năm 1921. Theo gia phả họ Hoàng ở Đô Lương thì thủy tổ của ông vốn thuộc dòng dõi hoàng tộc nhà Mạc. Khi vua nhà Mạc bị nhà Lê đuổi lên Cao Bằng, gia tộc ông đổi sang họ Hoàng, sau dời đến khai khẩn lập ấp ở Đô Lương.

## Tham gia Cách mạng
Thời thanh niên, nhà nghèo, để sinh kế, ông tham gia lực lượng lính khố đỏ của chính quyền thực dân Pháp. Khi Nhật đảo chính Pháp, ông bỏ ngũ về quê, tham gia huấn luyện quân sự trong phong trào Việt Minh. Cách mạng tháng 8 năm 1945 nổ ra, ông tham gia cướp chính quyền và phong trào Nam tiến, trở thành Tiểu đội trưởng Giải phóng quân ở Huế. Sau đó, tháng 11 năm 1945, ông trở lại Nghệ An, làm Trung đội trưởng Giải phóng quân ở Vinh, sau đó được cử tham gia hoạt động cách mạng ở Mường Xén (Lào). Tháng 4 năm 1946, ông là Đại đội trưởng rồi Tiểu đoàn phó Tiếp phòng quân. Ông được kết nạp vào Đảng tháng 7 năm 1946 (chính thức tháng 11 năm 1946).
Toàn quốc kháng chiến bùng nổ, tháng 12 năm 1946, khi đó ông là Tiểu đoàn trưởng Tiểu đoàn 77 (Tiểu đoàn Đống Đa) trực thuộc Trung đoàn 48 (Trung đoàn Thăng Long). Tháng 5 năm 1947, ông là Trung đoàn phó Trung đoàn 48 trực tiếp chỉ huy Tiểu đoàn 316. Từ tháng 10 năm 1948, ông lần lượt giữ các chức vụ Trung đoàn trưởng Trung đoàn 48, Trung đoàn 64 rồi Trung đoàn 66. Năm 1953, ông là Tham mưu trưởng Đại đoàn 312 (Đại đoàn Chiến Thắng), tham gia trận Điện Biên Phủ, công kích đồi Him Lam.

## Trở thành chỉ huy cao cấp
Tháng 9 năm 1954, ông được cử giữ chức vụ Đại đoàn trưởng đầu tiên của Đại đoàn pháo cao xạ 367 trực thuộc Bộ Tư lệnh Pháo binh. Sau khi cùng đơn vị tiếp quản miền Bắc, năm 1955 ông được cử đi học pháo binh ở Trung Quốc, trở về nước ông tiếp tục giữ chức vụ Đại đoàn trưởng Đại đoàn pháo cao xạ 367. Tháng 5 năm 1958, ông là Phó Tư lệnh Bộ Tư lệnh Phòng không. Từ tháng 11 năm 1958, ông lần lượt giữ quyền Tư lệnh rồi Tư lệnh (tháng 11 năm 1960) Bộ Tư lệnh Phòng không với cấp bậc Đại tá.
Năm 1962, ông được biệt phái về Cục Phòng không Nhân dân trực thuộc Phủ thủ tướng.
Tháng 8 năm 1965, ông được cử giữ chức vụ Tư lệnh Sư đoàn 304 vào chiến đấu tại mặt trận Tây Nguyên (B3) cho đến năm 1966 là Tham mưu trưởng mặt trận. Tháng 1 năm 1967, ông ra Bắc giữ chức vụ Phó Tư lệnh Quân khu 4 kiêm Tư lệnh Phòng không Quân khu. Tháng 5 năm 1970, ông vào làm Phó Tư lệnh Mặt trận 968. Tháng 10 năm 1970, ông trở lại chức vụ Phó Tư lệnh Quân khu 4, đến năm 1972, chuyển sang làm Phó Tư lệnh Bộ Tư lệnh 559. Tháng 8 năm 1974, ông giữ chức vụ Viện trưởng Học viện Hậu cần.
Đầu năm 1975, ông được cử đi học bổ túc tại Học viện Hậu cần Lê-nin-grát của Liên Xô cho đến tháng 8 năm 1975. Sau khi về nước, ông tiếp tục giữ chức Viện trưởng Học viện Hậu cần. Năm 1977, ông được nhà nước Việt Nam phong hàm Thiếu tướng.
Tháng 2 năm 1981, ông là Phó Viện trưởng Học viện Quân sự cấp cao, Ủy viên Hội đồng khoa học của Viện cho đến khi nghỉ hưu vào tháng 3 năm 1986.
Ông mất ngày 21 tháng 4 năm 2000. Mộ ông được chôn cất bên cạnh con sông Đào.

## Tôn vinh
Tướng Hoàng Kiện nổi tiếng về tính liêm khiết, được Chủ tịch Hồ Chí Minh biểu dương trước toàn quân bằng câu nói "Tướng Thanh, tá Kiện". Cả đời ông không lập gia đình, không vợ, không con. Sau khi nghỉ hưu ông không nhận trợ cấp, trả lại nhà cho Nhà nước và về quê sinh sống cho đến khi qua đời.
Ông được nhà nước Việt Nam tặng thưởng:
- Huân chương Quân công hạng Nhất
- Huân chương Chiến công hạng Nhì
- Huân chương Chiến thắng chống Pháp hạng Nhất
- Huân chương Kháng chiến chống Mỹ hạng Nhất
- Huân chương Chiến sĩ vẻ vang (hạng Nhất, Nhì, Ba)
- Huy chương Quân kỳ quyết thắng
- Huy hiệu 40 và 50 năm tuổi Đảng